# Thesium virgatum
Thesium virgatum är en sandelträdsväxtart som beskrevs av Jean-Baptiste de Lamarck. Thesium virgatum ingår i släktet spindelörter, och familjen sandelträdsväxter. Inga underarter finns listade i Catalogue of Life.